# Alma Rayford
Alma Rayford est une actrice américaine née le 24 mars 1903 à Muskogee (Oklahoma) et morte le 14 février 1987 à El Paso (Texas).

## Filmographie
- 1921 : Hearts o' the Range de Milburn Morante : la jeune femme
- 1922 : The Lone Rider de Victor Adamson : Ruth Harrison
- 1924 : The Passing of Wolf MacLean de Paul Hurst : Alice Granger
- 1924 : The Smoking Trail de William Bertram : Bonita Barton
- 1925 : The Demon Rider de Paul Hurst : Mary Bushman
- 1925 : The Rattler de Paul Hurst : Arline Warner
- 1926 : Ace of Action de William Bertram : June Darcy
- 1926 : Cyclone Bob de J. P. McGowan : Molly Mallory
- 1926 : Deuce High de Richard Thorpe : Nell Clifton
- 1926 : Modern Youth de Jack Nelson
- 1926 : Speedy Spurs de Richard Thorpe : Marie Tuttle
- 1926 : The Fighting Strain de Lewis D. Collins : Alma
- 1926 : The Haunted Range de Paul Hurst : Judith Kellerd
- 1926 : The Lone Prairie (en) de Lewis D. Collins : la maîtresse d'école
- 1926 : The Lost Trail de J. P. McGowan
- 1926 : Trumpin' Trouble de Richard Thorpe : Molly Rankin
- 1926 : Vanishing Hoofs de John P. McCarthy : Lucy Bowers
- 1926 : When Bonita Rode de Lewis D. Collins : la fille du rancher
- 1927 : Between Dangers de Richard Thorpe : Sue Conway
- 1927 : Galloping Justice de William Wyler
- 1927 : Tenderfoot Courage de William Wyler
- 1927 : The Phantom Buster de William Bertram : Babs
- 1928 : Speed and Spurs de Walter Fabian
- 1928 : The Valley of Hunted Men de Richard Thorpe
- 1928 : The Young Whirlwind de Louis King : Molly
- 1931 : Lightning Bill de Victor Adamson : Sally Ross
- 1932 : Law and Lawless de Armand Schaefer : Molly